# Nordland I
Nordland I es el undécimo álbum de Bathory, lanzado en 2002. Se caracteriza por el retorno al viking metal del periodo medio de la discografía de Bathory, y sus letras tratan acerca de las guerras de los vikingos. Este iba a ser el primero de una serie de cuatro álbumes, pero Quorthon solo pudo terminar los dos primeros volúmenes antes de fallecer (Nordland Part II fue el segundo).

## Lista de canciones
1. "Prelude" – 2:35
2. "Nordland" – 9:21
3. "Vinterblot" – 5:17
4. "Dragons Breath" – 6:45
5. "Ring of Gold" – 5:35
6. "Foreverdark Woods" – 8:06
7. "Broken Sword" – 5:35
8. "Great Hall Awaits a Fallen Brother" – 8:17
9. "Mother Earth Father Thunder" – 5:38
10. "Heimfard" – 2:12

## Créditos
- Quorthon - Todos los instrumentos, vocalista
- Kristian Wåhlin - Portada

- Datos: Q239950